# Públio Cornélio Rutilo Cosso
Públio Cornélio Rutilo Cosso (em latim: Publius Cornelius Rutilus Cossus) foi um político da gente Cornélia nos primeiros anos da República Romana eleito tribuno consular em 406 a.C.. Foi também ditador em 408 a.C..

## Ditadura (408 a.C.)
Em 408 a.C., depois que o Senado decidiu que a campanha militar contra os volscos e équos, reunidos à frente de Anzio (Antium), seria conduzida por um ditador, mesmo contra a opinião dos tribunos consulares Caio Júlio e Públio Cornélio Cosso, que até então vinham conduzindo a guerra, o terceiro tribuno, Caio Servílio nomeou Públio Cornélio Rutilo Cosso como ditador. Este imediatamente nomeou o próprio Caio Servílio como seu mestre da cavalaria (magister equitum). O exército romano derrotou facilmente o inimigo:
| “ | Não foi uma guerra memorável: em uma única e fácil batalha, os inimigos foram derrotados perto de Anzio. O exército vencedor devastou o território dos volscos e capturou uma fortaleza situada perto do lago Fucino, onde foram capturados 3 000 inimigos, enquanto os volscos sobreviventes, incapazes de defender seu território, se refugiaram no interior de suas muralhas. | ” |
|   | — Lívio, Ab Urbe Condita IV, 4, 56.. |   |

## Tribunato consular (406 a.C.)
Em 406 a.C., Públio Cornélio foi eleito tribuno consular com Lúcio Valério Potito, Numério Fábio Ambusto e Cneu Cornélio Cosso. O Senado finalmente decidiu declarar guerra a Veios:
| “ | [...] a guerra foi declarada contra Veios, um resultado da arrogante resposta dada ao Senado por aquela cidade, que, para os embaixadores que queriam uma satisfação, ordenou que se respondesse que, se os romanos saíssem imediatamente da cidade e do território de Veios, eles lhes dariam o que Larte Tolúmnio havia dado aos seus ancestrais. | ” |
|   | — Lívio, Ab Urbe condita IV, 4, 58.. |   |

Apesar disto, não foi possível organizar um alistamento militar para formar o exército, seja pelo andamento das operações militares contra os volscos, seja pela oposição dos tribunos da plebe, que viam a campanha militar apenas como uma desculpa para os patrícios evitaram a discussão das reformas exigidas pela plebe.
Ainda assim, a decisão foi continuar a guerra contra os volscos: enquanto Cneu Cornélio permanecia cuidando de Roma, Lúcio Valério e Públio Cornélio realizaram operações diversivas, especialmente contra Anzio (Antium) e Ecetra. Enquanto isso, Numério Fábio levou suas forças até Anxur (moderna Terracina), que conquistou e saqueou, seu real objetivo.  Foi também neste mesmo ano que o Senado declarou uma lei em favor dos soldados, que passaram a ser pagos diretamente a partir do erário público. Até então, cada soldado cuidava de suas próprias despesas.